# Levante jacobita de 1715
O Levante jacobita de 1715 (em gaélico escocês:  Bliadhna Sheumais; também conhecida como a Quinze ou a Revolta de Lord Mar), foi a tentativa de James Francis Edward Stuart (também chamado de Velho Pretendente) de recuperar os tronos da Inglaterra, Irlanda e Escócia para a Casa de Stuart exilada.

## Contexto

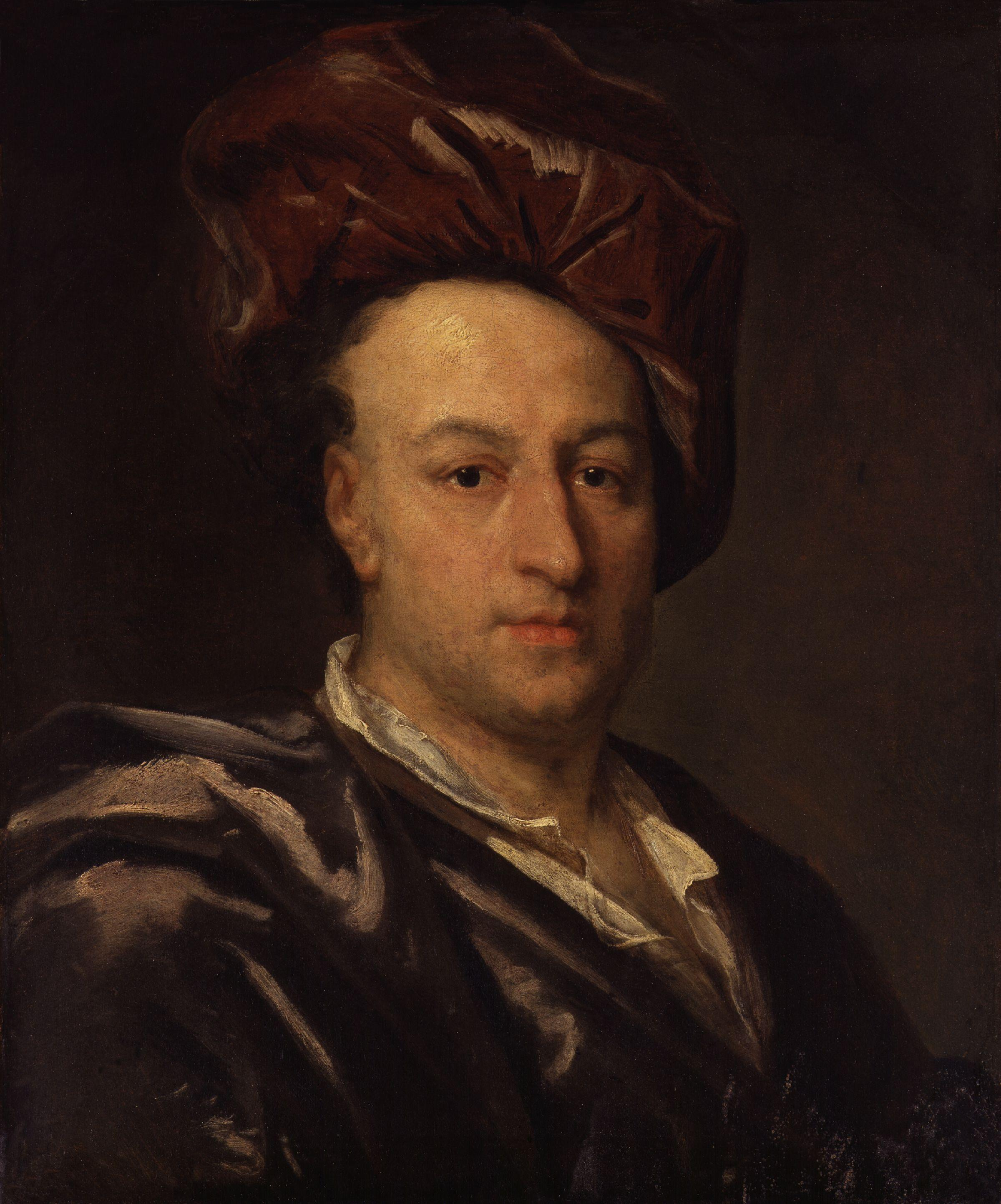
O líder conservador Henry St John, Lord Bolingbroke, secretário de Estado jacobita em 1715

A Revolução Gloriosa de 1688 depôs James II e VII e o substituiu por sua filha protestante Mary II e seu marido holandês William III e II, governando como monarcas conjuntos. Como nem Mary nem sua irmã Anne tiveram filhos sobreviventes, o Ato de Assentamento de 1701 garantiu um sucessor protestante, excluindo os católicos dos tronos inglês e irlandês, e o da Grã-Bretanha após o Ato de União de 1707. Quando Anne se tornou a última monarca de Stuart em 1702, seu herdeiro era a Sophia de Hanover, parente distante, mas protestante, não seu meio-irmão católico James Francis Edward . Sophia morreu dois meses antes de Anne em agosto de 1714; seu filho se tornou George I e o governo pró-Hanoverian Whigs pelos próximos 30 anos.
O apoio francês foi crucial para os exilados de Stuart, mas a aceitação da sucessão protestante na Grã-Bretanha fazia parte dos termos que encerraram a Guerra da Sucessão Espanhola de 1701-1714. Isso garantiu uma herança tranqüila de George I em agosto de 1714, e os Stuarts foram posteriormente banidos da França pelos termos do Tratado Anglo-Francês de 1716. O governo Tory de 1710-1714 havia processado ativamente seus oponentes Whig, que agora revidavam, acusando os Tories de corrupção: Robert Harley foi preso na Torre de Londres enquanto Lord Bolingbroke escapou para a França e se tornou o novo Secretário de Estado de James.
Em 14 de março de 1715, James apelou ao Papa Clemente XI por ajuda com um levante jacobita: "Não é tanto um filho dedicado, oprimido pelas injustiças de seus inimigos, como uma Igreja perseguida ameaçada de destruição, que apela à proteção e ajuda do seu digno pontífice". Em 19 de agosto, Bolingbroke escreveu a James que "... as coisas estão apressando-se a esse ponto, que você, senhor, à frente dos conservadores, deve salvar a Igreja e a Constituição da Inglaterra ou ambos devem estar irremediavelmente perdidos para sempre". Acreditando que o grande general Marlborough se juntaria a ele, em 23 de agosto, James escreveu ao duque de Berwick, seu irmão ilegítimo e sobrinho de Marlborough; "Eu acho que agora é mais do que nunca agora ou nunca".

## Elevando o padrão

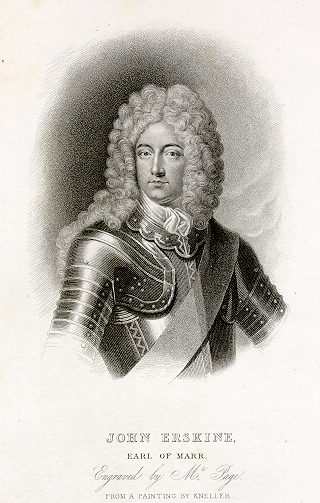
John Erskine, Conde de março.

Apesar de não receber comissão de James para iniciar a revolta, o conde de Mar partiu de Londres para a Escócia e em 27 de agosto em Braemar realizou o primeiro conselho de guerra. No dia 6 de setembro, em Braemar, Mar elevou o padrão de "Tiago 8 e 3", aclamado por 600 apoiadores.

O Parlamento respondeu com a Lei de Suspensão do Habeas Corpus de 1715 e aprovou uma Lei que confiscou a terra de rebeldes proprietários jacobitas em favor de seus inquilinos que apoiavam o governo de Londres. Alguns dos inquilinos de Mar viajaram para Edimburgo para provar sua lealdade à coroa hanoveriana e adquirir o título da terra de Mar.